# Liège Monarchs
Stade
Maillots
Les Liège Monarchs sont un club sportif belge de football américain basé à Liège. Il est issu de la fusion des Flémalle Flames et des Liège Red Roosters. Son équipe senior milite dans le championnat de Belgique de football américain en Division 1 (Élite) depuis 2008. Les équipes belges sont réparties en deux ligues et les Monarchs font partie de la Ligue francophone de football américain (LFFA). Le club dispose également d'une équipe senior.

## Histoire

### Flémalle Flames
Les Flémalle Flames ou Flames de Flémalle étaient un club belge de football américain basé à Flémalle,. Fondé en 2001, participant entre autres à la Belgian Football League lors des éditions 2007 (en) et 2008 (en), le club fusionne en 2008 avec son plus grand rival les Liège Red Roosters.

### Liège Red Roosters
Le Liège Red Roosters est un club sportif belge de football américain qui était basé à Liège,. L'ASBL des Liège Red Roosters est créée en 1986[réf. souhaitée]. La mascotte du club est un coq. Ils sont sacrés champion de Belgique l'année qui suit leur création.
Le club fusionne en 2008 avec les rivaux, les Flémalle Flames, pour former les Liège Monarchs.

### Liège Monarchs
Fondé en août 2008, le club est le fruit de la fusion entre les Liège Red Roosters (club existant depuis 1986) et les Flémalle Flames (club créé en 2001). Le club a toujours été membre de la Division 1 (Élite) du championnat de Belgique. Il a atteint les playoffs de 2012 à 2016 mais n'y a jamais remporté de match. Il n'a jamais été championne de la Région Wallonne (LFFA), leur meilleur classement ayant été la seconde place en 2015. 

## Palmarès

### Liège Red Roosters
| Date                                | Division                            | Classement                          |
| Championnat de Belgique (1987-1994) | Championnat de Belgique (1987-1994) | Championnat de Belgique (1987-1994) |
| ----------------------------------- | ----------------------------------- | ----------------------------------- |
| 1987                                | D1                                  | Champion de Belgique                |
| 1988                                | D1                                  | 3e du Stella Bowl                   |
| 1989                                | D1                                  | 4e de la Division I                 |
| 1990                                | D1                                  | 5e de la Division I                 |
| 1991                                | D2                                  | 2e de la Division II                |
| 1992                                | D2                                  | 2e de la Division II                |
| 1993                                | D2                                  | Champion de Division II             |
| 1994                                | D2                                  | Champion de Division II             |
| Belgian Bowl (1995-présent)         |                                     |                                     |
| 1995                                | D2                                  | 2e de la Division II                |
| 1996                                | D1                                  | 3e de la Division I                 |
| 1997                                | D1                                  | 4e de la Division I                 |
| 1998                                | D1                                  | 4e de la Division I                 |
| 1999                                | Ne joue pas en championnat          | Ne joue pas en championnat          |
| 2000                                | D2                                  | 3e de la National Division          |
| 2001                                | D1                                  | 3e de la Division I                 |
| 2002                                | D1                                  | 5e de la Conférence Est             |
| 2003                                | D1                                  | 4e de la Conférence Est             |
| 2004                                | D1                                  | 2e LFFAB - 5e BFL                   |
| 2005                                | D1                                  | 2e LFFAB - 4e BFL                   |
| 2006                                | D1                                  | 3e LFFAB                            |
| 2007                                | D1                                  | 5e LFFAB                            |

### Liège Monarchs
Les Monarchs de Liège n'ont jamais participé au Belgian Bowl, finale du championnat de Belgique.
| Saison                                             | Division | Saison régulière | Saison régulière | Saison régulière | Saison régulière | Saison régulière | Classement              | Playoffs   | Notes/Références                                             |
| Saison                                             | Division | Nb.              | V                | D                | N                | FF               | Classement              | Playoffs   | Notes/Références                                             |
| -------------------------------------------------- | -------- | ---------------- | ---------------- | ---------------- | ---------------- | ---------------- | ----------------------- | ---------- | ------------------------------------------------------------ |
| 2008                                               | D1       | 8                | 3                | 5                | 0                | 0                | 5e LFFA                 | -          | Liège Red Roosters - 14 équipes en D1 (7 en LFFA)            |
| 2008                                               | D1       | 8                | 0                | 8                | 0                | 0                | 7e LFFA                 | -          | Flémalle Flames                                              |
| Fusion entre Liège Red Roosters et Flémalle Flames |          |                  |                  |                  |                  |                  |                         |            |                                                              |
| 2009                                               | D1       | 7                | 0                | 7                | 0                | 0                | 6e LFFA                 | -          | 13 équipes en SD1 (6 en LFFA)                                |
| 2010                                               | D1       | 8                | 2                | 5                | 1                | 0                | 5e LFFA                 | -          | 15 équipes en D1 (7 en LFFA)                                 |
| 2011                                               | D1       | 7                | 4                | 3                | 0                | 0                | 5e LFFA                 | -          | 14 équipes en D1 (6 en LFFA)                                 |
| 2012                                               | D1       | 8                | 4                | 4                | 0                | 0                | 3e LFFA                 | Wild Card  | 15 équipes en D1 (7 en LFFA)                                 |
| 2013                                               | D1       | 7                | 4                | 3                | 0                | 0                | 2e Poule A LFFA 3e LFFA | Wild Card  | 17 équipes en D1 (2 poules de 4 en LFFA)                     |
| 2014                                               | D1       | 5                | 3                | 2                | 0                | 0                | 3e LFFA                 | Wild Card  | 15 équipes en D1 (6 en LFFA)                                 |
| 2015                                               | D1       | 6                | 4                | 1                | 1                | 0                | 2e LFFA                 | Wild Card  | 12 équipes en D1 (4 en LFFA)                                 |
| 2016                                               | D1       | 6                | 2                | 3                | 1                | 0                | 6e BAFL - 3e LFFA       | 1/4 finale | 8 équipes en D1 (4 en LFFA)                                  |
| 2017                                               | D1       | 7                | 1                | 5                | 1                | 0                | 5e BAFL - 3e LFFA       | -          | 8 équipes en D1 (4 en LFFA)                                  |
| 2018                                               | D1       | 7                | 1                | 5                | 1                | 0                | 7e BAFL - 3e LFFA       | -          | 8 équipes en D1 (4 en LFFA)                                  |
| 2019                                               | D1       | 7                | 3                | 3                | 1                | 0                | 3e BAFL                 | ½ finale   | 8 équipes en D1 - Battu 0-51 par les Brussels Black Panthers |
| 2020                                               | D1       | En cours         | En cours         | En cours         | En cours         | En cours         | En cours                | En cours   | En cours                                                     |

## Localisation
| Liège Monarchs |

Le club est basé à la Plaine de sports de Cointe.